# Сингх, Симранджит
Симранджит Сингх (хинди सिमरनजीत सिंह; род. 27 декабря 1996, Джаландхар, Пенджаб) — индийский хоккеист на траве, нападающий сборной Индии. Бронзовый призёр Олимпийских игр (2020).

## Биография
Симранджит Сингх родился 27 декабря 1996 года в Джаландхаре. 
Он начал заниматься хоккеем в возрасте десяти лет и происходит из семьи хоккеистов. Его двоюродный брат Гурджант Сингх также является игроком национальной сборной.
Владеет хинди, панджаби и английским.

## Карьера
Тренируется в хоккейной академии Сурджит в Джаландхаре.
Симранджит Сингх участвовал на домашнем чемпионате мира среди юниоров 2016 года в Лакхнау, где сборная Индии стала победителем.
В 2018 году Симранджит Сингх со сборной Индии завоевал серебряную медаль на Трофее чемпионов в Бреде. В том же году стал бронзовым призёром Азиатских игр, которые прошли в Джакарте. На домашнем чемпионате мира в Бхубанешваре индийская сборная стала шестой, проиграв в четвертьфинале.
В 2020 году участвовал в Про-лиге Международной федерации хоккея на траве, где сборная Индии стала четвёртой.
Принял участие на летних Олимпийских играх 2020 года в Токио. Сборная Индии в групповом этапе одержала 4 победы и вышла в плей-офф со второго места. В четвертьфинале индийцы победили Великобританию со счётом 3:1, однако затем уступили будущим олимпийским чемпионам Бельгии 3:5. В матче за бронзу Индия победила Германию со счётом 5:4, впервые с московской Олимпиады в 1980 году завоевав медаль в хоккее на траве. Симранджит Сингх отличился на турнире тремя голами, два из которых в матче за бронзу против Германии.